# Nadia Triquet-Claude
Nadia Triquet-Claude (Saint-Dié-des-Vosges, 25 oktober 1978) is een Franse voormalig professioneel veldrijdster.
Ze wist in haar gehele carrière geen overwinning te boeken, maar eindigde wel regelmatig op het podium.